# The Ex (groupe)
Pour les articles homonymes, voir The Ex.
The Ex est un groupe de post-punk expérimental néerlandais, originaire d'Amsterdam. À l'origine punk et anarchiste, le groupe a évolué et exploré bien d'autres horizons (jazz, musique improvisée, musique africaine, noise rock), grâce, notamment à ses multiples collaborations. Il restera néanmoins fortement engagé politiquement, après 36 ans de carrière, quelque 1 250 concerts dans l'Europe entière et plus de 20 albums. Dans sa formation habituelle, le groupe est composé de Terrie Hessels et Andy Moor (guitares et guitares barytons), Arnold de Boer (guitare chant) et de Katherina Bornefeld (batterie, chant et percussions). The Ex est continuellement en développement, et toujours ouvert à de nouvelles idées et collaborations. Des groupes comme Sonic Youth ou encore Fugazi les considèrent comme une influence majeure[réf. souhaitée].

## Biographie

### Débuts (1979-1982)
Au début de 1979, Terrie Hessels, Jos Kleij alias GW Sok, Geurt Van Gisteren et René De Groot forment The Ex. La légende raconte qu'ils choisirent leurs instruments à la courte paille et que le nom du groupe est retenu car il pourrait être vaporisé sur un mur en deux secondes lors des campagnes publicitaires à base de graffitis. Au mois d'août de la même année, le groupe donne son premier concert puis commence à jouer régulièrement dans les squats néerlandais. C'est en 1980 que les membres du groupe enregistrent leurs premiers EP, All Corpses Smell the Same, New Horizons in Retailing et Live-Skive. René quitte alors le groupe et est remplacé par Bas (ex-Bernhard and the Lockheed Rockerz).
Leur premier album sort la même année, sous le titre Disturbing Domestic Peace, chez Verrecords. Cet album est produit par Dolf Planteydt, un ingénieur du son indépendant qui travaillera en collaboration avec le groupe durant les années à venir. Disturbing Domestic Peace est enregistré entre le 30 août et le 12 octobre 1980 au Koeienverhuur-bedrijf de Drieluyck, Zaandam. En 1981, c'est au tour de Geurt de quitter la formation, aussitôt remplacé par Wim (ex-Rondos). Cette même année, le groupe décide de sortir Weapons for El Salvador en soutien à la guérilla entrée en résistance contre le gouvernement de droite de Carlos Humberto Romero, puis face à la junte militaire et à ses escadrons de la mort au Salvador. En août, les membres du groupe squattent la Villa Zuid Wormer pour la sauver de la destruction et distribuent des brochures accompagnées d'un EP gratuit (Villa Zuid Moet Blijven) autour du village, expliquant pourquoi la Villa ne doit pas être détruite. En décembre, The Ex joue pour la première fois à l'étranger, à Berlin. Durant l'année 1982, un véritable petit boom punk touche le village Wormer, au nord-est d'Amsterdam, The Ex ainsi que 12 autres groupes locaux sortant la compilation l'Oorwormer. Le groupe sort également son deuxième album, History is What's Happening en 1982. Wim quitte le groupe, remplacé par Sabien Witteman.

### Nouveaux albums (1983–1990)
L'année 1983 est riche en production, toujours avec Dolf Planteydt, puisque le groupe sort Dignity of Labour, boîtier composé de quatre EP retraçant l'ascension et la chute d'une usine à papier de Wormer et partiellement enregistré dans les décombres de l'usine, puis Tumult, leur troisième album, et enfin les EP Gonna Rob the Spermbank et The Red Dance Package. Luc et Yoke (qui quittera le groupe un an plus tard) prennent la place de Bas. Sorti en mars 1984, Blueprints for a Blackout est le premier double-album du groupe, une grande partie des morceaux est improvisée et issue de mélanges improbables entre violon, barils de pétroles en guise de percussions, accordéon ou encore hautbois. En collaboration avec le groupe kurde irakien Awara, The Ex sort également Enough is Enough. Trois albums voient le jour en 1985. Il s'agit de Support the Miners' Strike, Pay No More than 6 Fr. (deux enregistrements de lives) et Pokkeherrie, qui devient donc leur sixième album. L'ancien chanteur de Rondos, John van de Weert, rejoint alors le groupe.
Le groupe sort à nouveau un double-album en 1987, sous le titre Too Many Cowboys, partiellement enregistré lors de la tournée en Angleterre. Après la sortie de Destroy Fascism! en collaboration avec Chumbawamba, John quitte le groupe, et est remplacé par Nicolette Schuurman. Les membres du groupe décident de sortir leurs prochains albums sous le nom de label Ex Records. Le premier album qui bénéficiera de ce changement de nom est Hands Up! You're Free, une compilation de trois sessions de John Peel pour la BBC Radio 1 et couvrant la période 1983-1986, suivi de Aural Guerrilla, enregistré à Rochdale, en Angleterre, et produit par Jon Langford (déjà producteur de Antidote Live in Wroclaw).
De retour aux Pays-Bas après leur tournée italo-suisse, The Ex enregistre Rara Rap/Contempt, un album anti-apartheid, ainsi que deux chansons en soutien au peuple palestinien, qui feront ensuite partie de la compilation Intifada. Nicolette quitte le groupe en 1989, The Ex redevenant ainsi un quatuor. Ils enregistrent à nouveau un double-album Joggers and Smoggers, enregistré dans un squat d'Amsterdam (avec notamment la participation de Lee Ranaldo, Thurston Moore et Mick Hobbs). Après la sortie de Treat en 1990, Andy rejoint The Ex. Ils sortent ensemble le single Lied Der Steinklopfer, qui mélange des paroles anti-nazi en anglais et allemand écrites par Kurt Tucholsky. La même année, le groupe sort son premier single sur format CD, il s'agit de Dead Fish.

### Succès (1991–1994)
En janvier de l'année 1991, The Ex et le violoncelliste new-yorkais Tom Cora vont en studio pour enregistrer douze chansons. En même temps, le groupe démarre un projet de singles : tous les deux mois, les abonnés reçoivent un EP unique avec des extras, tels que des affiches et des brochures. Chaque numéro est consacré à un thème spécial, et la musique va du folk au rock en passant par le jazz ou le rap. Les enregistrements avec Tom Cora aboutissent à l'album Scrabbling at the Lock, qui est pour l'instant leur plus grand succès en matière de ventes.
En 1992, The Ex reçoit le prix néerlandais BV Pop au festival au-Noorderslag. En mars sort Live at the Bimhuis, l'enregistrement vidéo d'un concert qu'ils ont donné un an plus tôt, ce qui leur permet de rejouer en octobre de la même année au Bimhuis October Meeting, un rassemblement de musique improvisée contemporaine. C'est également cette année-là que s'achève la série des singles avec 6.6 Euroconfusion/Bird in the Hand. La collaboration The Ex-Cora se poursuit en 1993 avec la sortie de And the Weathermen Shrug their Shoulders. Tout au long de cette même année, le groupe enchaîne les tournées avec Tom Cora, où Katherina Bornefeld (Katrin) chante à la manière turque traditionnelle et où Sok interprète ses propres paroles, plus engagé que jamais. C'est en 1994 que naît le projet It's All Too Beautiful, rencontre entre la musique de The Ex et Joop van Brake (ex-Nasmak) et la danse moderne de DansWerkplaats Amsterdam, groupe réuni autour du chorégraphe Wim Kannekens.

### Pause et reprise (1995–1998)
Avec la sortie de Mudbird Shivers (1995), The Ex est rejoint par le chanteur Han Buhrs (ex-Schismatics). Une version élargie du groupe, présentée sous le nom The Ex and Guests, tourne en Europe occidentale. Il comprend en son sein deux batteurs, à savoir l'artiste australien Tony Buck, basé à Amsterdam, et l'artiste américain Michael Vatcher, remplaçant ainsi Katrin, qui est en congé maternité. Luc, Andy et Terrie rejoignent le Katie Duck's Dance-Groupe Magpie pour une série de concerts improvisés. The Ex cesse donc son activité durant un an.
C'est donc en 1997 que le groupe reprend du service et joue une série de concerts, toujours sans Katrin ni Han Buhrs (qui a décidé de se consacrer à ses autres projets). En août, Katrin est de retour derrière la batterie. Le groupe se voit offrir le Jazz Compositie Opdracht par la société de radiodiffusion néerlandaise NPS. En juin 1998, ils enregistrent leur nouveau CD à Chicago (États-Unis), enregistré et produit par Steve Albini, un fan de la première heure, dans son tout nouveau studio. Le nouvel album, sorti en octobre 1998, sur Touch & Go Records aux États-Unis, et Ex Records aux Pays-Bas, est appelé Starters Alternators. Il est dédié à Tom Cora, qui est décédé plus tôt cette année.

### The Ex Orkest (1999–2002)
En février de l'an 1999, The Ex joue pour la première fois avec Fugazi sur la côte ouest des États-Unis, entamant ainsi une série de sept concerts. De retour en Europe, le groupe collabore avec Tortoise dans le cadre de la série In The Fishtank, un projet du studio d'enregistrement Konkurrent. À la fin du mois de mai, ils fêtent leur 20e anniversaire à guichets fermés au Paradiso à Amsterdam, où ils invitent des groupes et artistes comme Shellac, De Kift, Kamagurka & Herr Seele ou encore la chanteuse érythréenne Tsehaytu Beraki. Puis, ils entament une série de tournées avec Shellac et Fugazi. Le projet suivant (en 2000) est créé spécialement pour le célèbre Festival de Hollande.
C'est un big band de 20 musiciens appelé The Ex Orkest. Réalisé par Hamish McKeich (du New-Zealand Opera), avec les paroles de Jan Mulder, l'orchestre joue au festival, en juin, puis lors d'une brève tournée. C'est un voyage imaginaire à travers les Pays-Bas avec une série de curiosités culturelles et sociales. L'enregistrement live de cette tournée est publié un an plus tard sous le nom Een Rondje Holland. Dizzy Spells sort également en 2001, à nouveau produit par Steve Albini. Cet album s'affirme une fois de plus contre la société de consommation et le pouvoir des multinationales. Le groupe joue au festival All Tomorrow's Parties en Angleterre, puis joue avec Sonic Youth et ICP lors d'une session In The Fishtank qui sera publiée fin 2002. C'est au mois d'avril 2002 que le groupe joue son 1000e concert (qui a eu lieu à Tourcoing, en France). C'est également le dernier concert avec Luc, qui quitte le groupe après 19 ans dans la bande, en tant que bassiste.

### Rozemarie Heggen (2003–2006)

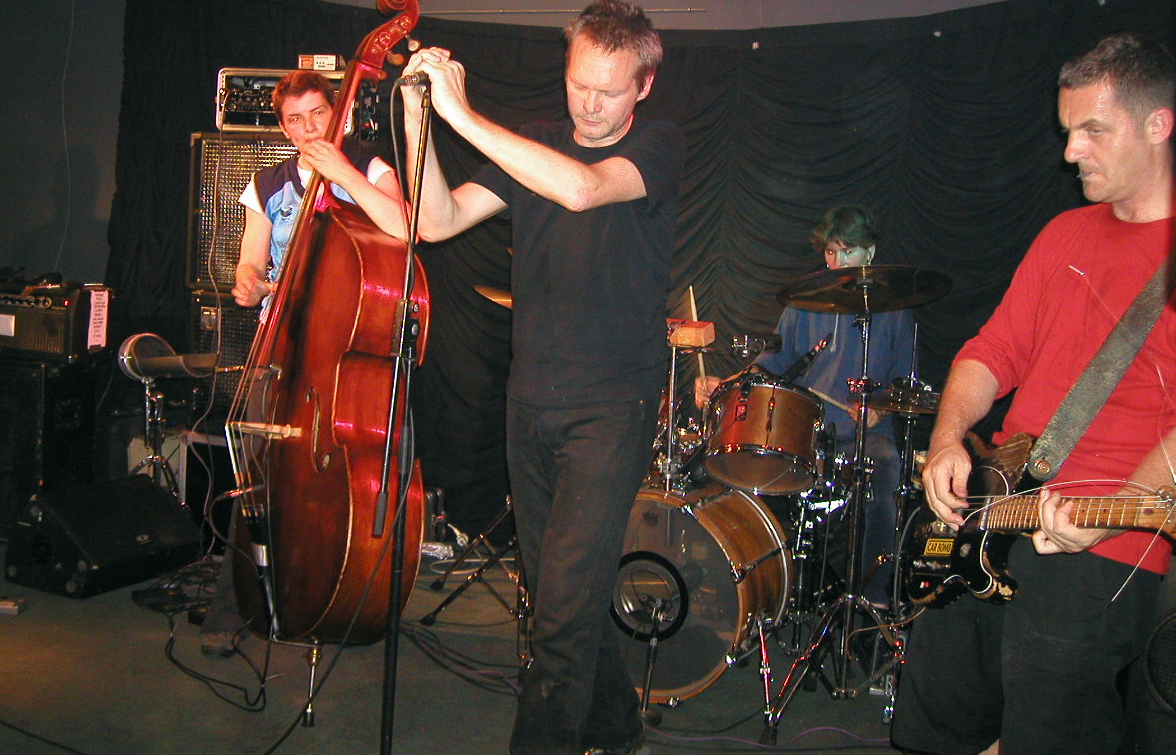
The Ex, en concert, en juin 2004.

En janvier 2003, Rozemarie Heggen fait son entrée dans le groupe. Ils enregistrent un nouvel album Turn (qui sortira un an plus tard), pour la troisième fois consécutive avec Steve Albini, dans son Electrical Audio Studio de Chicago. En novembre 2004, The Ex célèbre leur 25e anniversaire avec un colloque de deux jours au festival Paradiso à Amsterdam. En mars 2005, Rozemarie laisse tomber le groupe au terme d'une tournée française, et est remplacée par Massimo Pupillo (du groupe italien Zu), puis par Colin McLean (ex-Dog Faced Hermans).
À l'été 2005, le groupe étant de nouveau sans bassiste, les deux guitaristes vont à partir de cet instant alterner entre guitare et guitare baryton. La compilation Singles Period (sortie la même année) contient tous les singles de The Ex réalisés entre 1980 et 1990. Terrie rejoint alors le groupe Original Silence (composé de Massimo, Thurston Moore, Jim O'Rourke, Mats Gustafsson et DJ Olve) pour une série de quatre concerts. En septembre 2006, ils s'envolent pour Chicago afin de donner un concert à l'occasion du 25e anniversaire de leur label US Touch & Go Records. En 2005, Les Têtes Raides font appel à eux pour la chanson De Kracht sur l'album Fragile.

### Nouvelles activités (depuis 2007)

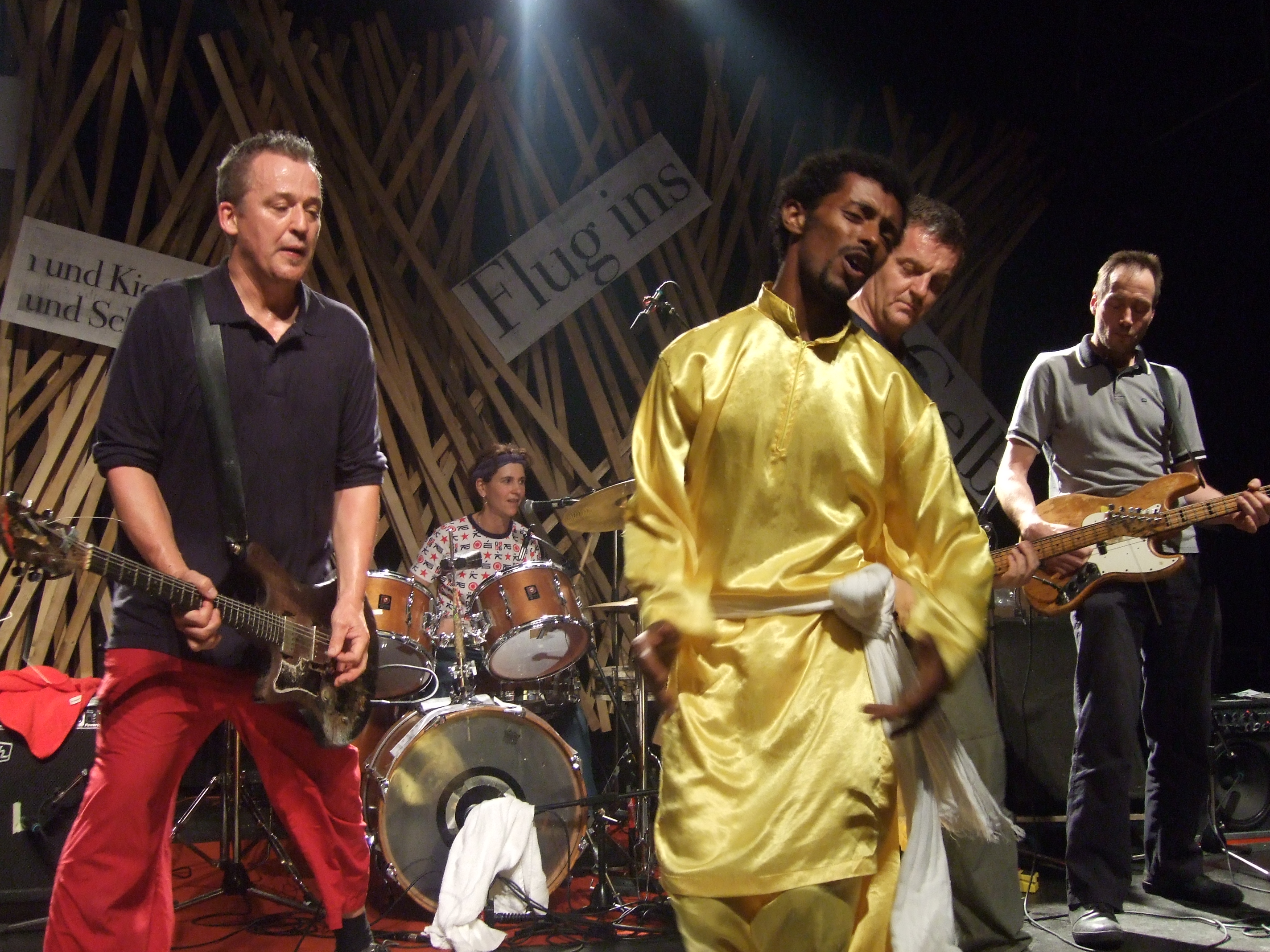
The Ex en concert à avec le danseur Melaku Belay en 2008.

L'album Moa Anbessa, en collaboration avec Getatchew Mekurya, est sorti en 2007 sur leur sous-label Terp Records. En novembre 2008, Sok chante sur le titre Here We Go Again de l'album Chuchumuchu de Chapi Chapo et les petites musiques de pluie. Puis, en 2013, il collabore une nouvelle fois avec le musicien breton, sur deux titres de l'album Robotank-z (What is et Alonalonalone).
À la fin 2008, après 29 ans et 1 371 concerts le chanteur et membre fondateur Jos Kleij (Sok) décide de quitter le groupe pour se consacrer à l'écriture et aux arts graphiques, mais le chant le rattrape finalement puisqu'il intègre le trio de free rock français Cannibales et vahinés, avec qui il publie en 2012 l'album N.O.W.H.E.R.E.. Il est remplacé dans The Ex par Arnold de Boer du groupe Zea. Zea avait été invité par The Ex en 2004 pour la tournée du 25e anniversaire du groupe et Arnold joue en Éthiopie avec Terrie en 2007. Arnold de Boer est chanteur, guitariste et réalise des samples.

## Membres

### Membres actuels
- Terrie Hessels - guitare, guitare baryton (depuis 1979)
- Katherina Bornefeld - batterie, chant, percussions (depuis 1984)
- Andy Moor - guitare, guitare baryton (depuis 1990)
- Arnold de Boer - chant, guitare, samples (depuis 2009)

### Anciens membres
- GW Sok - chant (1979-2009)
- Geurt van Gisteren - batterie (1979-1981)
- René de Groot - basse (1979-1980)
- Bas Masbeck - basse (1980-1983)
- Wim ter Weele - batterie (1981-1982)
- Sabien Witteman - batterie (1982-1984)
- Luc Klaasen - basse (1983-2002)
- Yoke Laarman - basse (1983-1985)
- Johannes van de Weert - chant (1986-1987)
- Nicolette Schuurman - guitare (1987-1989)
- Colin McLean - basse (1993-1994, 2005)
- Han Buhrs - chant (1995-1997)
- Han Bennink - batterie (1997)
- Rozemarie Heggen - contrebasse (2003-2005)
- Massimo Pupillo - basse (2005)

## Discographie

### Albums studio
- 1980 : Disturbing Domestic Peace
- 1982 : History is What's Happening
- 1983 : Tumult
- 1984 : Blueprints for a Blackout (2xLP)
- 1985 : Pokkeherrie
- 1986 : 1936 "The Spanish Revolution"
- 1987 : Too Many Cowboys (2xLP)
- 1988 : Aural Guerilla
- 1989 : Joggers and Smoggers (2xLP)
- 1995 : Instant (2xCD instrumental avec de nombreux invités)
- 1995 : Mudbird Shivers
- 1998 : Starters Alternators (produit par Steve Albini)
- 2001 : Dizzy Spells (produit par Steve Albini)
- 2001 : Een Rondje Holland (en tant que The Ex Orkest)
- 2004 : Turn (2xCD) (produit par Steve Albini)
- 2007 : Moa Anbessa (LP avec Getatchew Mekurya)
- 2010 : Catch my Shoe (produit par Steve Albini)
- 2013 : Enormous Door
- 2018 : 27 Passports

### Splits et albums live
- 1985 : Support the Miners' Strike (split live LP avec Zowiso/Morzelpron et Nico)
- 1985 : Pay no More than 6 Fr. (split cassette live avec Svatsox)
- 1987 : Antidote Live in Wroclaw (cassette live)
- 1990 : Treat (split cassette live avec Dog Faced Hermans)
- 1991 : Scrabbling at the Lock (LP avec Tom Cora)
- 1993 : And the Weathermen Shrug Their Shoulders (LP avec Tom Cora)
- 2015 : The Ex at Bimhuis (album live)

### EP et singles
- 1980 : All Corpses Smell the Same (4 track 7")
- 1980 : New Horizons in Retailing (7" flexi)
- 1980 : Live-Skive (live 7")
- 1981 : Weapons for El Salvador (7")
- 1981 : Villa Zuid Moet Blijven (split 7" flexi avec Svatsox/De Groeten)
- 1983 : Dignity of Labour (4x7")
- 1983 : Gonna Rob the Spermbank (12")
- 1983 : The Red Dance Package (split 12" avec Alerta)
- 1984 : Enough is Enough (split 7" avec Awara)
- 1986 : 1936 - The Spanish Revolution (2x7" + photobook)
- 1987 : Destroy Fascism! (7" avec Chumbawamba)
- 1988 : Rara Rap/Contempt (7")
- 1990 : Stonestampers Song/Lied Der Steinklopfer (7")
- 1990 : Dead Fish (10" LP/3" CD)
- 1990 : Keep on Hoppin'/Crap Rap (split 7" avec The Mekons)
- 1991 : 6.1 Slimy Toad/Jake's Cake (7")
- 1991 : 6.2 Ceme Ryne/Millitan (7" avec Brader)
- 1991 : 6.3 Hidegen Fujnak A Szelek/She Said (7")
- 1991 : 6.4 Bimhuis 290691 (2x7" avec des invités)
- 1991 : 6.5 This Song is in English (7" avec Kamagurka and Herr Seele)
- 1992 : 6.6 Euroconfusion/Bird in the Hand (12")

### Compilations
- 1980 : Utregpunx (Rock Against, Rotterdam, NL)
- 1988 : Hands Up! You're Free (3 Peel Sessions on LP)
- 1991 : Ample (compilation tape)
- 2005 : Singles. Period. (The Vinyl Years 1980-1990) (CD)

### Vidéos et DVD
- 1992 : Live at the Bimhuis (live vidéo avec invités)
- 2001 : Beautiful Frenzy (DVD)
- 2008 : The Ex and Gétatchèw Mékurya : 11 Ethiopian songs (Live and reheaesals. DVD)
- 2008 : Building A Broken Mousetrap (DVD live)
- 2009 : The Convoy Tour (25 Years of the Ex) (DVD)